# Дубинина, Елена Олеговна
Елена Олеговна Дубинина (род. 14 декабря 1962 года) — российский геохимик, член-корреспондент РАН (2019). Ведущий научный сотрудник лаборатории изотопной геохимии и геохронологии ИГЕМ РАН. Профессор. Доктор геолого-минералогических наук.

## Биография
В 2013 году защитила докторскую диссертацию на тему «Стабильные изотопы лёгких элементов в процессах контаминации и взаимодействия флюид-порода». Является специалистом в области геохимии стабильных изотопов.
Профессор. Член-корреспондент РАН с 15 ноября 2019 года — отделение наук о Земле; геохимия.

## Научные публикации
Автор около 150 научных работ по геохимии стабильных изотопов.
- Дубинина Е. О., Борисов А. А. Влияние структуры и состава силикатных расплавов на изотопное фракционирование кислорода // Петрология. — 2018. — Т. 26, № 4. — С. 426—441.
- Дубинина Е. О., Мирошников А. Ю., Коссова С. А., Щука С. А. Модификация опресненных вод на шельфе моря Лаптевых: связь изотопных параметров и солености.// Геохимия. — 2019. — № 1. — С. 3-19.
- Дубинина Е. О., Филимонова Л. Г., Коссова С. А. Изотопные (δ34S, δ13С, δ18О) характеристики вкрапленной минерализации магматических пород Дукатского рудного поля (Северо-Восток России) // Геология рудных месторождений — 2019. — Т. 61, № 1. — С. 39-51.
- Дубинина Е. О., Коссова С. А., Мирошников А. Ю., Авдеенко А. С., Чижова Ю. Н.  Растворенный неорганический углерод ([DIC], δ13C(DIC)) в водах восточной части Восточно-Сибирского моря // Геохимия. — 2020. — Т. 65, № 8б. — С. 1-22.
- Дубинина Е. О., Коссова С. А., Мирошников А. Ю., Кокрятская Н. М. Изотопная (δD, δ18O) систематика вод морей арктического сектора России // Геохимия. — 2017 — № 11. — С. 1041—1052
- Дубинина Е. О., Чижова Ю. Н., Коссова С. А., Авдеенко А. С., Мирошников А. Ю. Формирование изотопных (δD, δ18О, d) параметров ледников и водного стока с Северного острова архипелага Новая Земля // Океанология. — 2020. — Т. 60, № 2. — С. 200—215.
- Дубинина Е. О., Крамчанинов А. Ю., Силантьев С. А., Бортников Н. С. Влияние скорости осаждения на изотопный состав (δ18О, δ13С, и δ88Sr) карбонатов построек поля Лост Сити (САХ, 30о ЮШ)// Петрология. — 2020. — Т. 28, № 4. — С. 413—430.
- Isotope parameters (δd, δ18o) and sources of freshwater input to kara sea / E. O. Dubinina, S. A. Kossova, A. Y. Miroshnikov, R. V. Fyaizullina // Oceanology. — 2017. — Vol. 57, no. 1. — P. 31-40.
- Geochemistry and oxygen isotopic composition of olivine in kimberlites from the arkhangelsk province: Contribution of mantle metasomatism / A. A. Nosova, E. O. Dubinina, L. V. Sazonova et al. // Petrology. — 2017. — Vol. 25, no. 2. — P. 150—180.
- A kinetic model of isotopic exchange in dissolution-precipitation processes. E. O. Dubinina, L. Z. Lakshtanov //Geochimica et Cosmochimica Acta. — 1997. DOI: 10.1016/S0016-7037(97)00076-8
- SIMS oxygen isotope matrix effects in silicate glasses: Quantifying the role of chemical composition /E. O. Dubinina, A. Borisov, M. Wiedenbeck, A. Rochol // Chemical Geology. — 2021.
- Involvement of fluids in the metamorphic processes within different zones of the Southern Marginal Zone of the Limpopo complex, South Africa: An oxygen isotope perspective / E. O. Dubinina, L. Y. Aranovich, D. D. van Reenen, E. B. Kurdyukov // Precambrian Research. — 2015. DOI: 10.1016/J.PRECAMRES.2014.10.019.

## Награды
- Благодарность Президента Российской Федерации (5 февраля 2024 года) — за заслуги в развитии отечественной науки, многолетнюю плодотворную деятельность и в связи с 300-летием со дня основания Российской академии наук[4].